# Solomon Lefschetz
Solomon Lefschetz (Moskou, 3 september 1884 - Princeton, 5 oktober 1972) was een Amerikaanse wiskundige die fundamenteel werk deed op het gebied van de algebraïsche topologie, de toepassingen daarvan in de algebraïsche meetkunde en de theorie van de niet-lineaire gewone differentiaalvergelijkingen.

## Biografie
Hij werd geboren in Moskou als zoon van Alexander Lefschetz en zijn vrouw Sarah of Vera Lifschitz, Joodse handelaren die door Europa en het Midden-Oosten reisden (ze hadden Ottomaanse paspoorten). Kort daarna verhuisde het gezin naar Parijs. Hij volgde daar een ingenieursopleiding aan de École Centrale Paris en emigreerde in 1905 naar de VS.
Hij raakte zwaar gewond bij een industrieel ongeluk in 1907, waarbij hij beide handen verloor. Hij ging zich meer richten op wiskunde en behaalde een Ph.D. in de algebraïsche meetkunde aan de Clark University in Worcester, Massachusetts in 1911. De natuurlijke handen werden vervangen door een paar houten handen, bedekt met handschoenen. De prothesen waren goed genoeg om een pen of een krijtje vast te houden. Hij nam vervolgens posities in aan de Universiteit van Nebraska en de Universiteit van Kansas en verhuisde in 1924 naar Princeton, waar hij al snel een vaste aanstelling kreeg. Hij bleef daar tot 1953.
In de toepassing van topologie op algebraïsche meetkunde volgde hij het werk van Charles Émile Picard, die hij had horen lesgeven in Parijs aan de École Centrale Paris. Hij bewees stellingen over de topologie van hypervlaksecties van algebraïsche variëteiten. Zijn boek L'analysis situs et la géométrie algébrique uit 1924, was op de lange termijn zeer invloedrijk (men zou kunnen zeggen dat het een van de bronnen was voor het uiteindelijke bewijs van de vermoedens van Weil, via SGA 7 ook voor de studie van Picard groepen van Zariski oppervlak). In 1924 kreeg hij de Bôcher Memorial Prize voor zijn werk in de wiskundige analyse. Hij werd verkozen tot lid van de National Academy of Sciences in 1925 en de American Philosophical Society in 1929.
De stelling van Lefschetz over dekpunten, nu een basisresultaat van de topologie, werd door hem ontwikkeld in artikelen van 1923 tot 1927, aanvankelijk voor variëteiten. Later, met de opkomst van de cohomologietheorie in de jaren 1930, droeg hij bij aan de intersectiegetalbenadering (dat wil zeggen, in cohomologische termen, de ringstructuur) via het cupproduct en de dualiteit op manifolds. Zijn werk op het gebied van topologie werd samengevat in zijn monografie Algebraic Topology (1942). Vanaf 1944 werkte hij aan differentiaalvergelijkingen.
In 1945 reisde hij voor het eerst naar Mexico, waar hij als gasthoogleraar toetrad tot het Instituut voor Wiskunde aan de Nationale Universiteit van Mexico. Hij kwam regelmatig voor langere perioden, en in de periode 1953-1966 bracht hij de meeste winters door in Mexico-Stad. Hij speelde een belangrijke rol voor de wiskunde in Mexico en hij stuurde verschillende studenten terug naar Princeton. Tot zijn studenten behoorden Emilio Lluis, José Adem, Samuel Gitler, Santiago López de Medrano, Francisco Javier González-Acuña en Alberto Verjovsky.
Lefschetz kwam in 1958 uit zijn pensioen, vanwege de lancering van de Spoetnik, om de wiskundige component van Glenn L. Martin Company's Research Institute for Advanced Studies (RIAS) in Baltimore, Maryland te vergroten. Zijn team werd 's werelds grootste groep wiskundigen gewijd aan onderzoek naar niet-lineaire differentiaalvergelijkingen. De RIAS wiskundegroep stimuleerde de groei van niet-lineaire differentiaalvergelijkingen door middel van conferenties en publicaties. Hij verliet RIAS in 1964 om het Lefschetz Center for Dynamical Systems te vormen aan Brown University, Providence, Rhode Island.